# Wasserstraßen- und Schifffahrtsamt Koblenz

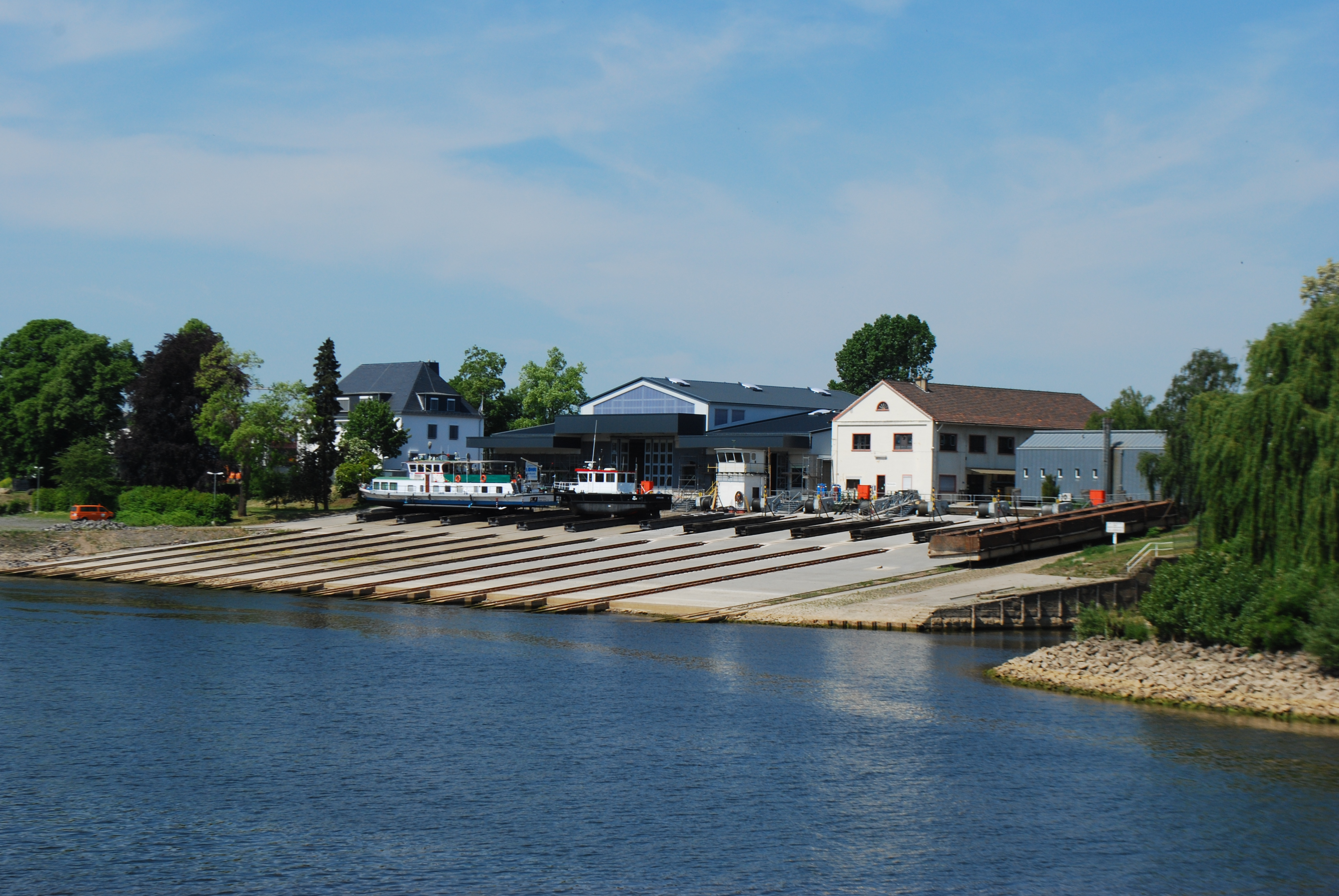
Bauhof des WSA Koblenz

Das Wasserstraßen- und Schifffahrtsamt Koblenz (WSA Koblenz) war ein Wasserstraßen- und Schifffahrtsamt in Deutschland. Es gehörte zum Dienstbereich der Generaldirektion Wasserstraßen und Schifffahrt, vormals Wasser- und Schifffahrtsdirektion Südwest.
Die Behörde wurde 1949 in Koblenz gegründet. Durch die Zusammenlegung der Wasserstraßen- und Schifffahrtsämter Koblenz, Trier und Saarbrücken ging sie am 13. Juni 2019 im neuen Wasserstraßen- und Schifffahrtsamt Mosel-Saar-Lahn auf.

## Zuständigkeitsbereich

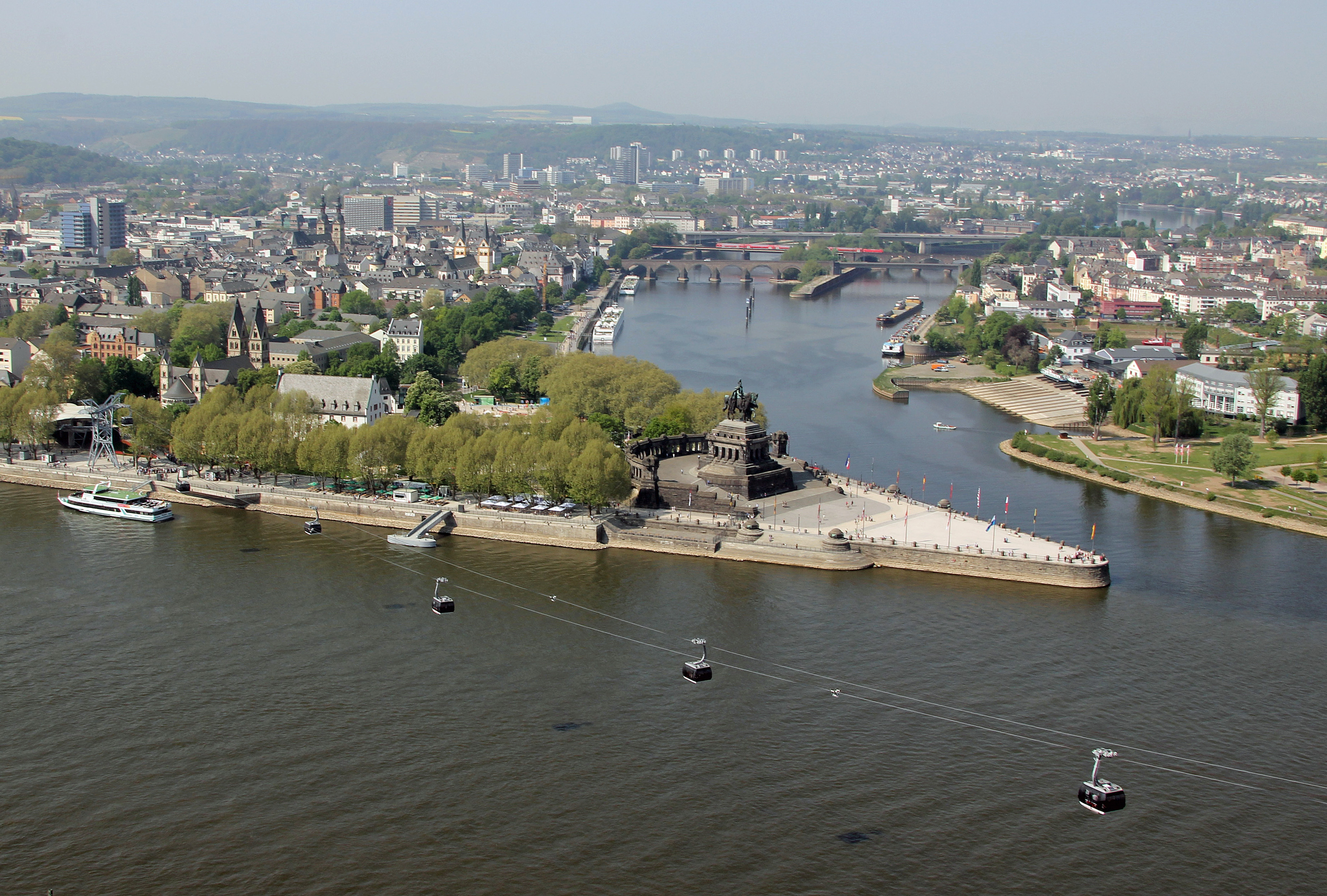
Deutsches Eck mit dem Dienstsitz und Bauhof des WSA Koblenz am rechten Bildrand

Das Wasserstraßen- und Schifffahrtsamt Koblenz war zuständig für die Bundeswasserstraße Mosel von der Mündung in den Rhein in Koblenz bis Kinheim (Grenze zum Amtsbereich des WSA Trier) und den als Bundeswasserstraße klassifizierten Teil der Lahn vom Badenburger Wehr bei Gießen bis Lahnstein kurz vor der Mündung in den Rhein.

## Aufgabenbereich
Zu den Aufgaben des Wasserstraßen- und Schifffahrtsamtes Koblenz gehörten:
- Unterhaltung der Bundeswasserstraßen im Amtsbereich
- Betrieb und Unterhaltung baulicher Anlagen, z. B. Schleusen, Wehre und Brücken
- Aus- und Neubau
- Unterhaltung und Betrieb der Schifffahrtszeichen
- Messung von Wasserständen
- Übernahme strom- und schifffahrtspolizeilicher Aufgaben.

## Außenbezirke
Das Wasserstraßen- und Schifffahrtsamt Koblenz war wie folgt untergliedert:
- Den Außenbezirk Wetzlar, zuständig für die Lahn vom Badenburger Wehr bei Gießen bis Steeden (Lahn-km 70,0) mit dem in Deutschland einmaligen Weilburger Schifffahrtstunnel.
- Den Außenbezirk Diez, zuständig für die Lahn von Steeden (Lahn-km 70,0) bis Lahnstein (Lahn-km 136,3).
- Den Außenbezirk Brodenbach, zuständig für die Mosel von der Mündung in den Rhein (Mosel-km 0,0) bis zum Unterwasser der Schleuse Müden (Mosel-km 36,7)
- Den Außenbezirk Cochem, zuständig für die Mosel vom Unterwasser der Schleuse Müden (Mosel-km 36,7) bis Bremm (Mosel-km 76,4).
- Den Außenbezirk Bullay, zuständig für die Mosel von Bremm (Mosel-km 76,4) bis zur Brücke in Kinheim (Mosel-km 115,6).
- Den Bauhof Koblenz, insbesondere für Wartungs- und Instandsetzungsarbeiten an Schiffen und Anlagen der WSA Koblenz und Bingen. Der Bauhof verfügt über eine Slipanlage, mit der Wasserfahrzeuge der beiden Ämter aus dem Wasser geholt werden können.

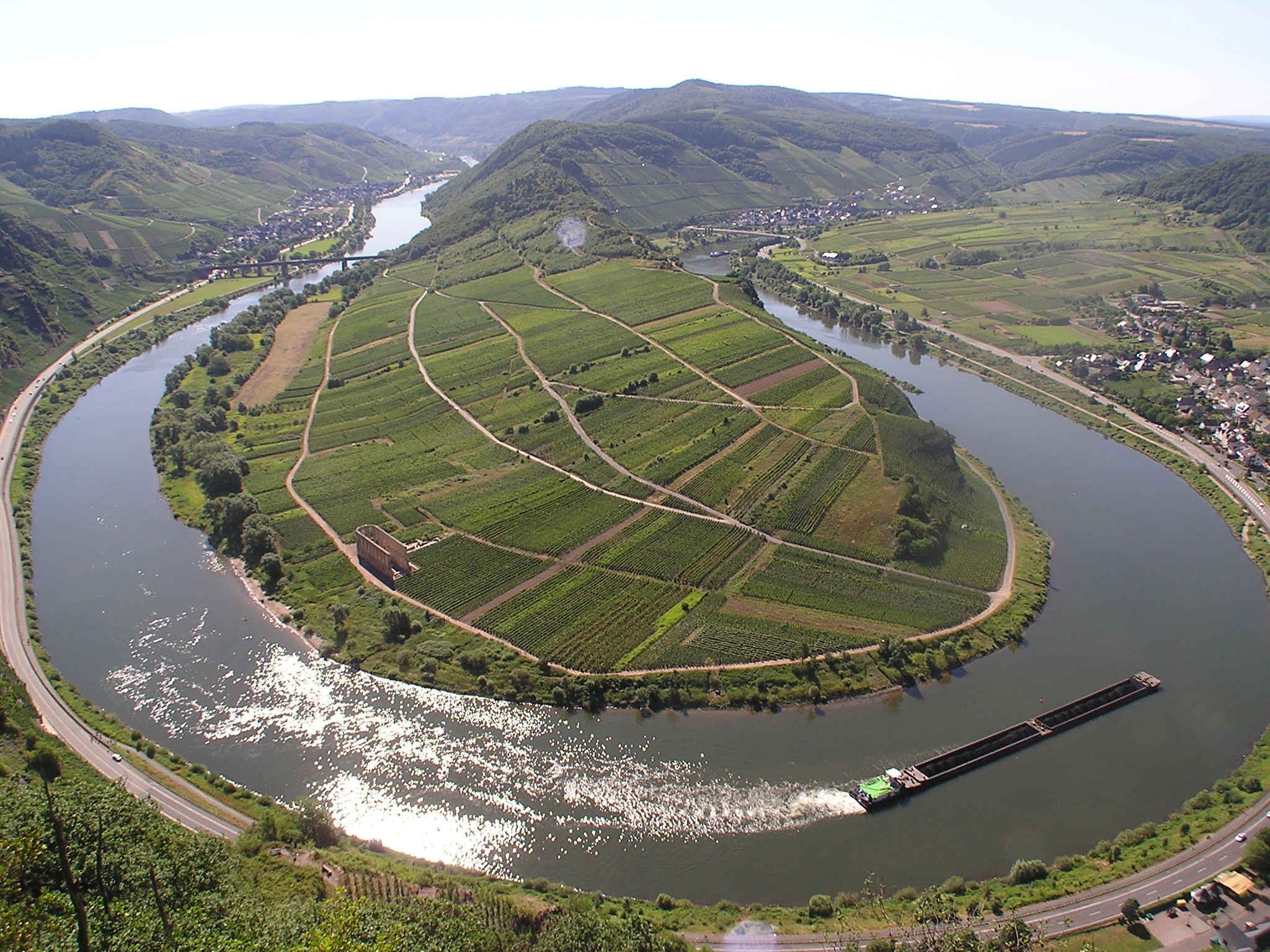
Moselschleife bei Bremm
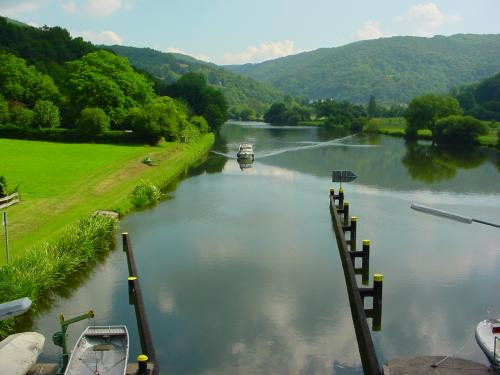
Lahn an der Schleuse Dausenau
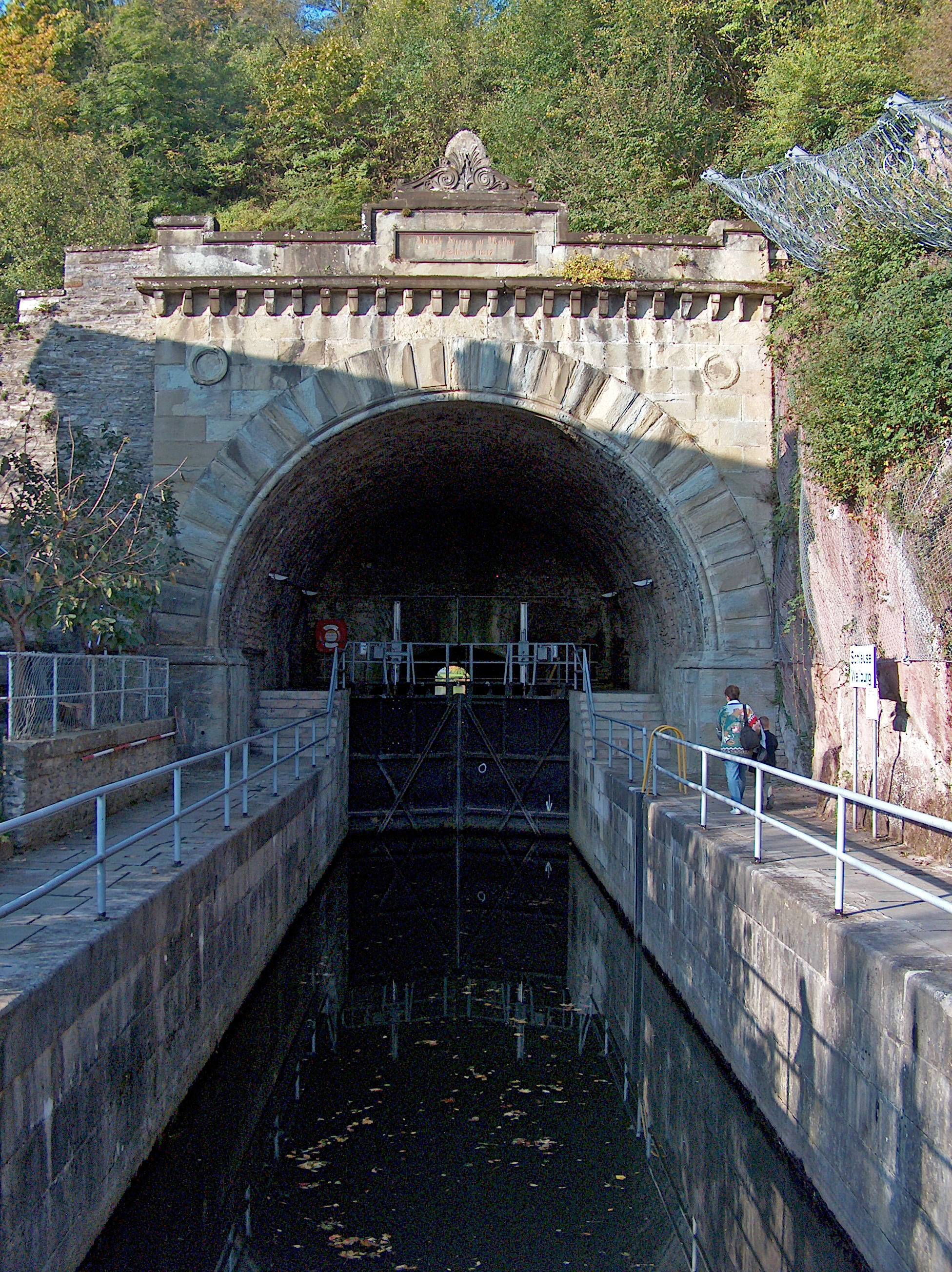
Südportal des Weilburger Schifffahrtstunnels

## Kleinfahrzeugkennzeichen
Den Kleinfahrzeugen im Bereich des Wasserstraßen- und Schifffahrtsamtes Koblenz wurden Kleinfahrzeugkennzeichen mit der Kennung KO zugewiesen.
Koordinaten: 50° 21′ 56″ N, 7° 36′ 10″ O